# Coslada
Coslada è un comune spagnolo di 81 273 abitanti (2021) situato nella comunità autonoma di Madrid.

## Amministrazione

### Gemellaggi
- Oradea, dal 2005[1]